# Baron Carleton

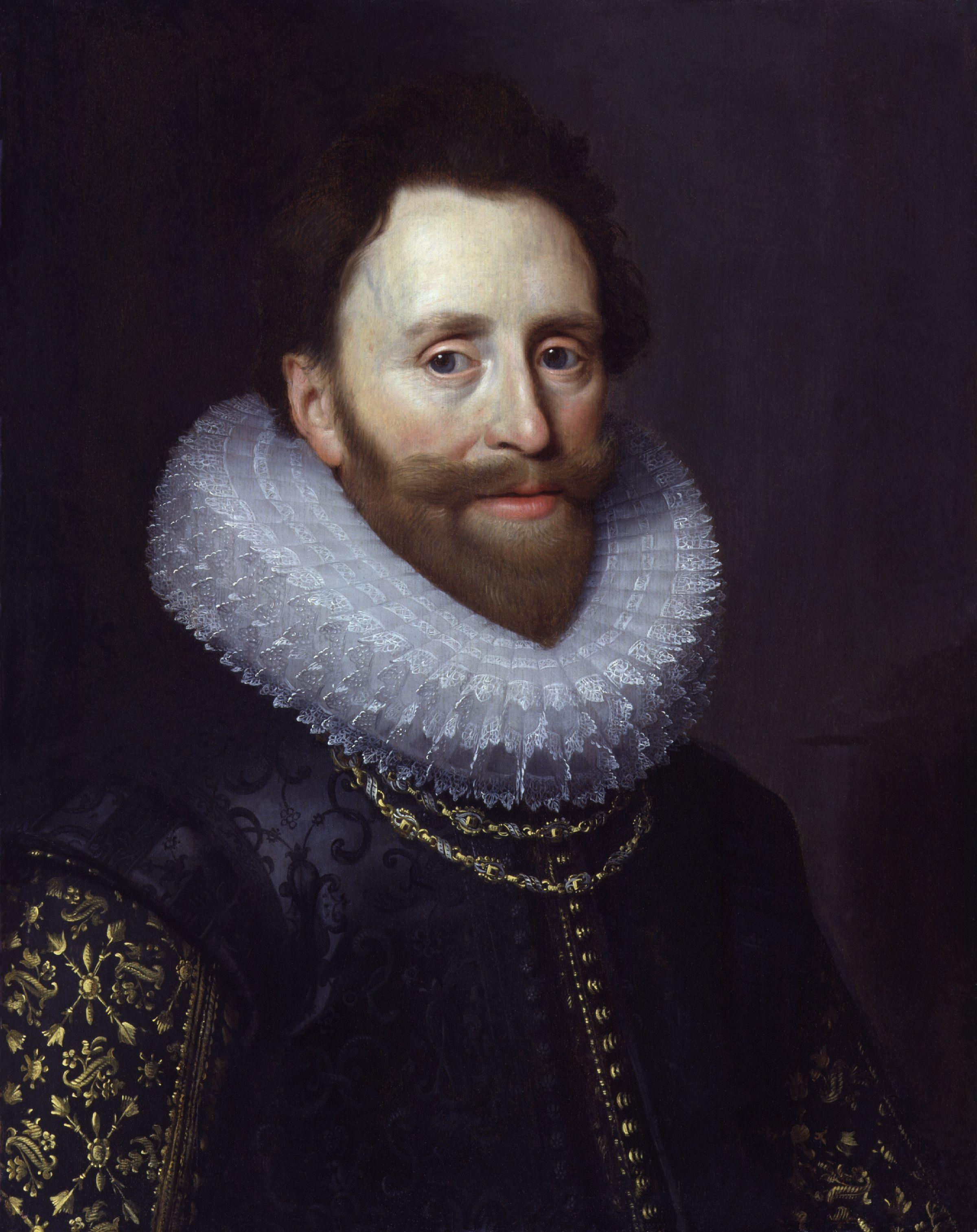
Dudley Carleton, 1. Viscount Dorchester, 1. Baron Carleton

Baron Carleton ist ein erblicher britischer Adelstitel, der einmal in der Peerage of England, zweimal in der Peerage of Great Britain und einmal in der Peerage of Ireland verliehen wurde.

## Verleihung und weitere Titel
In erster Verleihung wurde der Titel Baron Carleton, of Imbercourt in the County of Surrey, am 22. Mai 1626 in der Peerage of England für den Diplomaten und Unterhausabgeordneten Sir Dudley Carleton geschaffen. Am 25. Juli 1628 wurde er, ebenfalls in der Peerage of England, zum Viscount Dorchester erhoben. Da er keine Nachkommen hinterließ, erloschen beide Titel bei seinem Tod am 15. Februar 1632.
In zweiter Verleihung wurde am 19. Oktober 1714 in der Peerage of Great Britain der Titel Baron Carleton, of Carleton in the County of York, für den Politiker und Staatsbeamten Henry Boyle geschaffen. Der Titel erlosch bei seinem Tod am 31. März 1725.
In dritter Verleihung wurde am 6. August 1786 in der Peerage of Great Britain der Titel Baron Carleton, of Carleton in the County of York, für Richard Boyle, 2. Earl of Shannon, neu geschaffen. Er war ein Cousin mütterlicherseits des Barons zweiter Verleihung. Er hatte bereits 1764 von seinem Vater den diesem 1756 in der Peerage of Ireland verliehenen Titel Earl of Shannon nebst den nachgeordneten Titeln Viscount Boyle und Baron Castle Martyr geerbt. Die Baronie Carleton ist seither ein nachgeordneter Titel des jeweiligen Earls.
Parallel zur dritten Verleihung wurde in vierter Verleihung am 17. September 1789 in der Peerage of Ireland der Titel Baron Carleton, of Amner in the County of Tipperary, an den Lord Chief Justice of the Common Pleas Hugh Carleton verliehen. Am 21. November 1797 wurde er zudem in der Peerage of Ireland zum Viscount Carleton, of Clare in the County of Tipperary, erhoben. Beide Titel erloschen bei seinem kinderlosen Tod am 25. Februar 1826.

## Liste der Barone Carleton

### Barone Carleton, erste Verleihung (1626)
- Dudley Carleton, 1. Viscount Dorchester, 1. Baron Carleton (1573–1632)

### Barone Carleton, zweite Verleihung (1714)
- Henry Boyle, 1. Baron Carleton (1669–1725)

### Barone Carleton, dritte Verleihung (1786)
- Richard Boyle, 2. Earl of Shannon, 1. Baron Carleton (1728–1807)
- Henry Boyle, 3. Earl of Shannon, 2. Baron Carleton (1771–1842)
- Richard Boyle, 4. Earl of Shannon, 3. Baron Carleton (1809–1868)
- Henry Boyle, 5. Earl of Shannon, 4. Baron Carleton (1833–1890)
- Richard Boyle, 6. Earl of Shannon, 5. Baron Carleton (1860–1906)
- Richard Boyle, 7. Earl of Shannon, 6. Baron Carleton (1897–1917)
- Robert Boyle, 8. Earl of Shannon, 7. Baron Carleton (1900–1963)
- Richard Boyle, 9. Earl of Shannon, 8. Baron Carleton (1924–2013)
- Richard Boyle, 10. Earl of Shannon, 9. Baron Carleton (* 1960)

Mutmaßlicher Titelerbe (Heir Presumptive) ist der Cousin des aktuellen Titelinhabers, Robert Francis Boyle (* 1930).

### Barone Carleton, vierte Verleihung (1786)
- Hugh Carleton, 1. Viscount Carleton, 1. Baron Carleton (1739–1826)